# Why I'm Me
「Why I'm Me」(ホワイ・アイム・ミー)はRIZEの3枚目のシングル。2000年11月1日に発売。

## 概要
- SONY「Red Hot」CMソング。CMにはJesseが出演している。
- 初登場時は18位だったものも、翌週に最高位である10位を記録。
- 後にRIZEがカヴァーした「ピンク スパイダー」の3トラック目にセルフリメイク「Why I'm Me "The Reason Why I'm Me"」が収録された。ちなみに一部の歌詞が変更されている。

## 収録曲
全曲作詞：JESSE / 作曲：JESSE, 金子統昭, TOKIE / 編曲：RIZE
1. Why I'm Me
2. Back Fire

## 収録アルバム
Why I'm Me
- ROOKEY (2000年11月22日)
- FUCK'N BEST (2005年3月24日、ベストアルバム)

Back Fire
- ROOKEY (2000年11月22日、Director's Cutとして収録)